# Həzi Aslanov (stacja metra)
Həzi Aslanov – stacja końcowa linii nr 1 i linii nr 2 metra w Baku. Położona na południe od stacji Əhmədli.
Stacja została oddana do użytku 10 grudnia 2002 r. Nazwę nadano na cześć Həziego Aslanova, radzieckiego dowódcy wojennego.

## Opis
Həzi Aslanov to płytka stacja kolumnowa z jednym peronem wyspowym o długości 113 m.
Stacja znajduje się na obrzeżach miasta. Posiada cztery wyjścia, które prowadzą do przejść podziemnych.

## Historia
Budowę stacji metra pod nazwą „Komsomoł” rozpoczęto w latach 80. XX wieku, ale rozpad Związku Radzieckiego pociągnął za sobą wstrzymanie prac. W 1993 roku z inicjatywy prezydenta Azerbejdżanu Heydəra Əliyeva rozpoczęto negocjacje w celu znalezienia źródeł finansowania inwestycji, jednak nie zakończyły się one sukcesem.
Dopiero w 2001 roku Azerbejdżanowi udało się wynegocjować z Unią Europejską przyznanie 4,5 mln euro na budowę stacji. Środki na budowę tuneli w wysokości 5,5 mld manatów przeznaczyło państwo. Większość przyznanych środków pochłonął zakup sprzętu budowlanego. 